# Синдром раптової аритмічної смерті

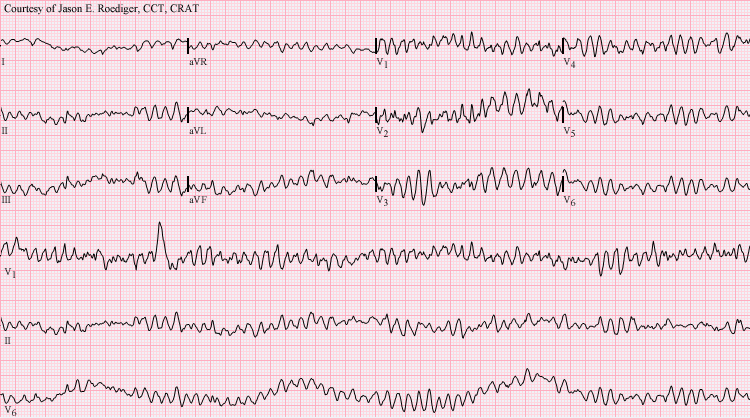
Фібриляція шлуночків на ЕКГ

Синдром раптової аритмічної смерті (англ. sudden arrhythmic death syndrome, SADS) — це раптова та несподівана смерть підлітків та дорослих, спричинена зупинкою серця, при чому точна причина цієї зупинки, а отже, і точна причина смерті, лишаються невідомими. Подібні смерті трапляються переважно під час сну або у стані спокою. Однією з потенційних причин цього може бути дефект провідності, відомий як синдром Бругада.
Цей синдром рідко зустрічається в більшості регіонів світу, але типовий для популяцій, які мають культурні та генетичні відмінності. Вперше його було відзначено в 1977 році серед біженців з народу хмонг (мяо) з Південно-Східної Азії до Сполучених Штатів та Канади. Синдром знову було відзначено в Сінгапурі, коли ретроспективний огляд медичних записів показав, що між 1982 і 1990 роками раптово померли з нез'ясованих причин 230 здорових тайських робітників, які проживали в Сінгапурі.

## Причини
Раптова смерть у молодих осіб може бути викликана захворюванням серця, таким як кардіоміопатія, вроджені вади серця, міокардит, генетично зумовлені захворювання сполучної тканини або розлади провідності (Синдром Вольфа — Паркінсона — Вайта тощо), причини, пов'язані з вживанням медичних препаратів тощо). Можуть зіграти свою роль рідкісні захворювання, відомі як іонні каналопатії: синдром подовженого інтервалу QT, синдром Бругада, катехоламінергічна поліморфна шлуночкова тахікардія, прогресуючий дефект серцевої провідності, синдром ранньої реполярізації шлуночків, змішана хвороба натрієвих каналів та синдром вкороченого інтервалу QT. У 20 % випадків причину смерті виявити не вдалося навіть після найдетальнішого дослідження.
Синдром раптової аритмічної смерті нердко є причиною смерті серед людей, що зловживають алкоголем на фоні похилого віку та тяжкого ураження печінки, що підкреслює необхідність сімейного скринінгу на спадкові каналопатії.
У молодих людей з діабетом 1 типу незрозуміла смерть може бути спричинена нічною гіпоглікемією, що викликає порушення серцевого ритму, або серцевою вегетативною нейропатією — пошкодженням нервів, що контролюють функцію серця.
Медичні експерти врахували різні фактори, такі як харчування, токсикологія, хвороби серця, метаболізм та генетика. Хоча точної причини не визначено, масштабні дослідження показали, що у жертв віком 18 років і старше була виявлена гіпертрофічна кардіоміопатія — стан, при якому серцевий м'яз аномально потовщується без будь-якої очевидної причини. Це була найпоширеніша аномалія при раптовій смерті молодих людей. У випадках раптової смерті найчастіше виявляли ішемічну хворобу серця або в тому числі атеросклеротичну, або будь-який рівень стресу. Однак дослідження показують, що відомо, що протягом тижня до фатального випадку в пацієнтів спостерігалися такі симптоми, як біль у грудях (приблизно у 52 %), задишка (22 %) та непритомність (7 %). Але близько 19 % пацієнтів не відчували симптомів.
Вчені також пов'язали цей синдром з мутацією гена SCN5A, яка впливає на функцію серця. Дослідження 2011 року, засноване на розтинах, показало, що раптова смерть у 79,3 % випадків була пов'язана з серцево-судинною недостатністю і у 20,7 % лишилася нез'ясованою.
На Філіппінах синдром раптової смерті дорослих (або, як йоо тут називають, «бангунгот») переважно спричинений синдромом Бругада.

## Діагноз
За визначенням, діагноз може бути встановлений лише post-mortem після виключення інших можливих причин

## Запобігання
Ретроспективне когортне дослідження 2011 року, що використовувало демографічні дані та дані аутопсії за 10-річний період, охоплюючи 15,2 мільйона людино-років активного спостереження, показало, що профілактика раптової смерті у повинна бути спрямована на виявлення у пацієнта причин, які в осіб віком до 35 років пов'язані з раптовою серцевою смертю (наприклад, первинна аритмія) у осіб віком до 35 років, та на виявлення атеросклеротичних захворювань коронарних судин у людей старшого віку.
Дослідження 2003 року показало, що єдиним перевіреним способом запобігання SADS є імплантація кардіовертера-дефібрилятора. Пероральні бета-блокатори, такі як пропранолол, виявилися неефективними.

## Епідеміологія
У 1980 році Центри контролю та профілактики захворювань подали звіт про випадки раптової смерті. Подібні випадки відомі з 1948 року, коли в окрузі Оаху, Гаваї, було зафіксовано 81 подібну смерть серед філіпінських імігрантів. Однак тоді це не стало актуальним, оскільки не виявилося пов'язаної з цим закономірності. З роками цей синдром ставав дедалі більш значущим. До 1981—1982 років річний показник у Сполучених Штатах був високим: 92 випадки на 100 000 серед лаосців-хмонгів, 82 на 100 000 серед інших етнічних груп Лаосу та 59 на 100 000 серед камбоджійців.
У дослідженні 2008 року було виявлено, що понад половину смертей від синдрому подовженого інтервалу QT можна пояснити спадковими захворюваннями серця: незрозумілі передчасні раптові смерті в сім'ї, синдром подовженого інтервалу QT, синдром Бругада, аритмогенна кардіоміопатія правого шлуночка та інші.
Національне дослідження SADS в Англії, що фінансувалося Британським фондом кардіології, 2007 році подало результати в статті в журналі «Health».
У дослідженні було охоплено 117 коронерських юрисдикцій в Англії. Дослідники виявили, що смерті від SADS, про які повідомляли ці коронери, траплялися «переважно у молодих чоловіків». В Англії щорічно реєстрували 500 випадків, що у вісім разів більше, ніж вважалося раніше. Більший ризик розвитку SADS мають родини, у яких є генетичне захворювання серця. У дослідженні рекомендовано, щоб сім'ї, у яких відомо про існування такого захворювання пройшли «спеціалізоване кардіологічне обстеження».

### Азія
Найчастіше мали цей синдром іммігранти з Південно-Східної Азії, які здебільшого тікали від війни у В'єтнамі. З інших груп азійського населення до синдрому схильні філіппінці та китайські філіппінці, японці в Японії та уродженці Гуаму в Сполучених Штатах та на самому Гуамі. Іммігрантам з цим синдромом було близько 33 років і вони виглядали здоровими, і майже всі, крім одної пацієнтки, лаоські хмонги були чоловіками.
Цей стан, ймовірно, вражає переважно молодих хмонгів з Лаосу (середній вік 33 роки) північно-східного Таїланду (де населення переважно лаоського походження).

## Історія

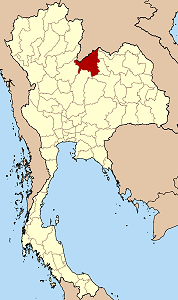
Мапа Таїланду, виділено провінцію Лоей

Лаоських хмонгів обрали для дослідження, оскільки вони мали один із найвищих показників раптової смерті під час сну в Сполучених Штатах. Вони були родом з південного Китаю та високогір'їв Північного В'єтнаму, Лаосу і Таїланду. Місцем для цього дослідження обрали табір Бан Вінай у провінції Лей, розташованого приблизно за 15 кілометрів від кордону з Лаосом. У Бан Вінай в 1982 році проживало близько 33 000 біженців, також тут спостерігалася найбільша кількість зареєстрованих смертей від синдрому раптової смерті після сну, що ставало дедалі актуальнішою проблемою.
Дослідження тривало з жовтня 1982 року по червень 1983 року. Оскільки цей синдром найчастіше зустрічався конкретно у чоловіків з цього народу, дослідники визнали найкориснішим та найефективнішим вивчати населення не в США, а там, звідки воно мігрувало. Через місцеві релігійні практики загиблі в Бан Вінаї не проходили розтину, тому єдині отримані результати та дослідження стосувалися смертей тих, хто загинув поза цим географічним регіоном або не сповідував місцевої релігії.
Було організовано інтерв'ю з найближчими родичами, які проживали з загиблими, були свідками смерті або знайшли тіло. Інтерв'ю були відкритими та дозволяли найближчим родичам розповісти, свідками чого вони були, та які попередні події, на їх думку, мали відношення до смерті жертви. Інтерв'юєри також збирали таку інформацію, як історія хвороби, обставини смерті, демографічні дані та історія будь-яких порушень сну. Потім було створено генеалогічний звіт, який описував усіх відомих родичів, їхній життєвий стан та обставини смерті.

## Суспільство, культура, забобони
Протягом 1970-х і 1980-х років, коли почався спалах цього синдрому, багато жителів Південно-Східної Азії не могли належним чином молитися через громадянську війну в Лаосі. На думку хмонгів, через неналежне виконання релігійних ритуалів, духи предків перестали захищати їх від злих духів. У жертви злих духів виникають кошмари і сонний параліч під час якого жертва перебуває у свідомості та відчуває тиск на груди, а також поширеним є стан швидкого сну, який не послідовний, коли відбувається поєднання станів мозку, які зазвичай відбуваються окремо. Після війни уряд Сполучених Штатів розсіяв біженців хмонг по всій території США у 53 різних містах, внаслідок чого жертви часто не мали доступу до шамана, який, на їхню думку, міг би захистити від злих духів.
Автор дослідження припустив, що постраждалі хмонги загинули через власні забобони, приписуючи сонні паралічі нападам духів, яких у чих краях називають «дах чуа» (dab tsuam). Подібні вірування відомі й на Філіппінах, де аналогічна міфічна істота називається батібат або бангугнгот.
За деякими даними, саме це явище надихнуло на створення серії фільмів «Кошмар на вулиці В'язів», в якій злий дух убиває людей, являючись їм уві снах.